# Казе Ђурданела (Рагуза)
Казе Ђурданела је насеље у Италији у округу Рагуза, региону Сицилија.
Према процени из 2011. у насељу је живело 19 становника. Насеље се налази на надморској висини од 390 м.